# Houston Stewart Channel
Het Houston Stewart Channel is een zeestraat in het westen van Brits-Columbia in Canada.

## Geografie
De zeestraat is ongeveer 12 kilometer lang en ligt in de eilandengroep Haida Gwaii tussen Moresby Island in het noordwesten en Kunghit Island in het zuidoosten. In het oosten komt ze uit op de Hecate Strait, in het zuidwesten in een baai van de Grote Oceaan. 
Het waterlichaam ligt in de mariene ecoregio Noord-Amerikaans Pacifisch Fjordland.

## Geschiedenis
Het Houston Stewart-kanaal kreeg zijn naam in 1853 van James Charles Prevost, ter ere van William Houston Stewart, zijn voorganger aan boord van HMS Virago. Maritiem pelsjager George Dixon noemde in 1787 het Ibberston Sound. Amerikaanse pelsjagers noemden het Barrell Sound, zo genoemd door John Kendrick en Robert Gray in 1789, ter ere van Joseph Barrell, een van de eigenaren van de schepen Columbia Rediviva en Lady Washington. Het stond ook bekend als Koya's Straits, naar Chief Koyah van de Haida.
Het kanaal was de locatie voor een conflict tussen de Haida en twee bezoekende pelsjagers in 1794, de Ino en de Resolution.